# WOOHP
Le WOOHP (World Organisation of Human Protection, soit Organisation mondiale pour la protection de l’Humain) est une organisation fictive de la série animée Totally Spies! et de SpieZ! Nouvelle Génération, au sein de laquelle les Spies et les Spiez effectuent leurs missions d'espionnage.
Le chef de cette organisation est Jerry Lewis, qui est donc le patron des Spies et des Spiez. Son siège se situe à Los Angeles, en Californie, dans un gratte-ciel vitré au sommet duquel on peut apercevoir le gros logo du WOOHP.
Les locaux comprennent (entre autres) une prison (où sont détenus les criminels capturés par les espions), une salle de conférence, ainsi que d'innombrables bureaux, couloirs et fenêtres.

## L'entrée des Spies et des Spiez dans les locaux du WOOHP
Comme tout immeuble, le WOOHP est accessible par une porte d'entrée. Seulement, le patron des Spies et des Spiez, Jerry, prend toujours un malin plaisir à convoquer les Spies par... téléportation, par le biais de tunnels invisibles, dissimulés dans des tas de lieux ou d'objets situés dans la ville, tous aussi insolites et insignifiants les uns des autres (trappes dans le sol, portes de placard, bouches d'aération, véhicules, boîtes aux lettres...). Les Spies, qui sont engouffrées dans le tunnel de diverses manières (chute, aspiration, nuage de fumée...) disent alors qu'elles se font woohper.
Elles sont très souvent convoquées par ce moyen de transport peu conventionnel, pratiquement à chaque épisode, et bien souvent, au moment où elles s'y attendent le moins : pendant leurs cours au lycée, lors de leurs innombrables séances de shopping, de manucure... comme elles le disent elles-mêmes dans plusieurs épisodes, on ne se fait jamais woohper quand on en a besoin.
Cependant, dans certains épisodes, il est arrivé qu'elles ne se fassent pas woohper : lorsque par exemple, Jerry semble être absent, disparu ou en difficulté (comme dans Disco Spies ou Totalement pas Spies).

## Remarques
- Il est amusant de noter que dans certains épisodes, le sigle WOOHP est mal orthographié : il est parfois écrit WHOOP au lieu de WOOHP (comme dans l'épisode Disco Spies, sur l'écran du compoudrier de Sam)
- Jerry appuie généralement sur un bouton rouge pour convoquer les Spies.
- Il les fait souvent sortir des locaux de la même manière qu'elles y sont entrées : par un tunnel invisible, actionné par ses claquements de doigts, un bouton quelconque sur son tableau de bord...
- Sauf exception notable (voir plus haut), il les convoque systématiquement au moins une fois dans chaque épisode, chacun d'entre eux étant souvent articulé autour d'une mission.
- Il est également arrivé que des personnes étrangères au WOOHP y entrent par accident, car elles se trouvaient au même endroit que les Spies au moment où celles-ci se sont fait woohper :
  - Dans l'épisode Le Café de L'Angoisse, Mandy se fait woohper depuis le lycée en même temps que les Spies : impressionné, Jerry lui propose de rejoindre l'équipe des Spies, au grand désespoir de celles-ci.
  - Dans le dernier épisode de la saison 4 (Totalement grillées !), les Spies se font woohper en même temps que... leurs mères. Tout comme pour l'épisode ci-dessus, l'arrivée impromptue de ces personnages dans les locaux du WOOHP constitue le cœur de l'intrigue.
- La raison de leur entrée au WOOHP serait qu'elles ont malencontreusement fait échouer un cambriolage dans leur magasin préféré. Mais l'épisode maître On connait la musique n'est pas le premier. Il n'existe aucun épisode qui montre la première mission des Spies. Leur entrée dans l'organisation est le sujet central du film tiré de la série (sorti en 2009), Totally Spies, le film, qui forme le prequel des épisodes télévisés.
- Bien que les héros de la série ont des costumes colorés, le reste du personnel est habillé selon le stéréotype des agents spéciaux, smokings noirs, lunettes noires et oreillette.
- Le code secret pour entrer au WOOHP est le numéro 136 (voir Le Choc Du Futur) .
- Dans les premières saisons, les Spies arrivaient au WOOHP grâce à un tunnel qui se finissait par une porte, le deuxième O du mot. Puis dans les saisons suivantes, elles tombent sur un sofa rouge.
- Parfois elles arrivent sales car elles se sont fait whooper par une poubelle.